# Oxuderces wirzi
Oxuderces wirzi es una especie de peces de la familia de los Gobiidae en el orden de los Perciformes.

## Morfología
Los machos pueden llegar a alcanzar los 10,5 cm de longitud total.

## Hábitat
Es un pez de clima tropical y demersal.

## Distribución geográfica
Se encuentra en Oceanía: Papúa Nueva Guinea y el norte de Australia.

## Observaciones
Es inofensivo para los humanos. 